# Войтецкий, Георгий Пантелеймонович
Георгий Пантелеймонович Войтецкий (25.12.1912 — 14.10.1995 ) —советский государственный и хозяйственный деятель, организатор производства, инженер-механик, лауреат Государственной премии СССР.

## Биография
Родился в г. Виннице Подольской губернии. Окончил Ленинградский кораблестроительный институт (1940). Танкоградец (1941—1945). В 1941 эвакуирован с Ленинградским Кировским заводом на ЧТЗ, где работал до 1964: ст. инженером 1-го отдела, зам. начальника, начальником механического цеха № 3 (1946—1947), начальником производства завода (1947—1950), начальником 2-го (танкового) отдела, начальником спецпроизводства (1952—1957), главным инженером завода (1957—1964). Затем был переведен в Министерство тракторного и сельскохозяйственного машиностроения СССР, где работал на ответственных руководящих должностях. В годы войны занимался на ЧТЗ организацией изготовления деталей для танков КВ-1,КВ-2, ИС-1, ИС-2, ИС-3, а также для их модификаций и артиллерийских самоходов.
В послевоенные годы внес большой вклад в постановку на производство новых образцов бронетехники. С его участием, а затем и под его руководством осваивалось изготовление тяжелых танков Т-10 и боевой машины пехоты БМП-1. В дальнейшем руководил работами по постановке на серийное производстваства новых тракторов ДЭТ-250, С-100 и Т-100М. Под его руководством началась разработка конструкции, изготовление опытных образцов и заводские испытания новых тракторов Т-130, Т-140, Т-220, а также новых видов спецмашин, в том числе артиллерийского тягача АТС. Проводилась большая конструкторско-технологическая работа по созданию дизелей для новых тракторов и бронетехники. Работая в Министерстве, оказывал ЧТЗ большую поддержку и помощь в решении вопросов по техническому перевооружению производства и освоению новых видов продукции. В 1977 году стал коллективным лауреатом Государственной премии СССР за создание конструкций универсальных дизелей с воздушным охлаждением и организацию их производства .

## Награды
- Орден Трудового Красного Знамени
- «Знак Почета» (1945),
- Почётная грамота Президиума Верховного Совета РСФСР (1958)
- Лауреат Государственной премии СССР (1977).